# Rollender Briefkasten
Ein rollender Briefkasten, auch fahrender Briefkasten, Bahnpostbriefkasten oder Straßenbahnbriefkasten genannt, ist ein Briefkasten an einem öffentlichen Verkehrsmittel, typischerweise an einem Bahnpostwagen, einem Straßenbahnwagen oder einem Postbus. Die Einrichtung ermöglicht es den Postnutzern, ihre Briefe und Postkarten an beliebigen Bahnhöfen, Haltepunkten oder Haltestellen einzuwerfen. Geleert werden die rollenden Briefkästen im Allgemeinen an Postämtern, die an der Strecke liegen.

## Eisenbahn
In Deutschland mussten die Briefkästen an Wagen der Bahnpost bei Dienstantritt geöffnet und später, wenn der Wagen am Endbahnhof angekommen war, geschlossen werden. Bei Fahrten über die Bundesgrenze blieben die Briefkästen stets geschlossen. Die Briefkästen wurden hauptsächlich für Bahnhofsbriefe benutzt. Durch die Briefkästen der Bahnpostwagen wurden zum Teil erhebliche Mengen von Briefsendungen eingeliefert. Die Briefkästen wurden stets nach Abfahrt des Zuges von einem Bahnhof geleert, die entnommenen Sendungen mit dem Streckenstempel bedruckt und wie die gleichartigen Sendungen behandelt. Im Briefkasten vorgefundene Telegramme erhielten den Vermerk „Aus dem Briefkasten“, die Angabe des Einlieferungsorts und einen Abdruck des Streckenstempels. Aufgeklebte Freimarken wurden ebenfalls durch den Streckenstempel entwertet und die Telegramme dann, auch solche, die nicht vollständig freigemacht waren, in einem Umschlag mit der Aufschrift „Sofort öffnen! Telegramm nach …“ durch den Übernahmebeamten des Ortspostamtes der am schnellsten zu erreichenden Telegrafendienststelle übergeben.

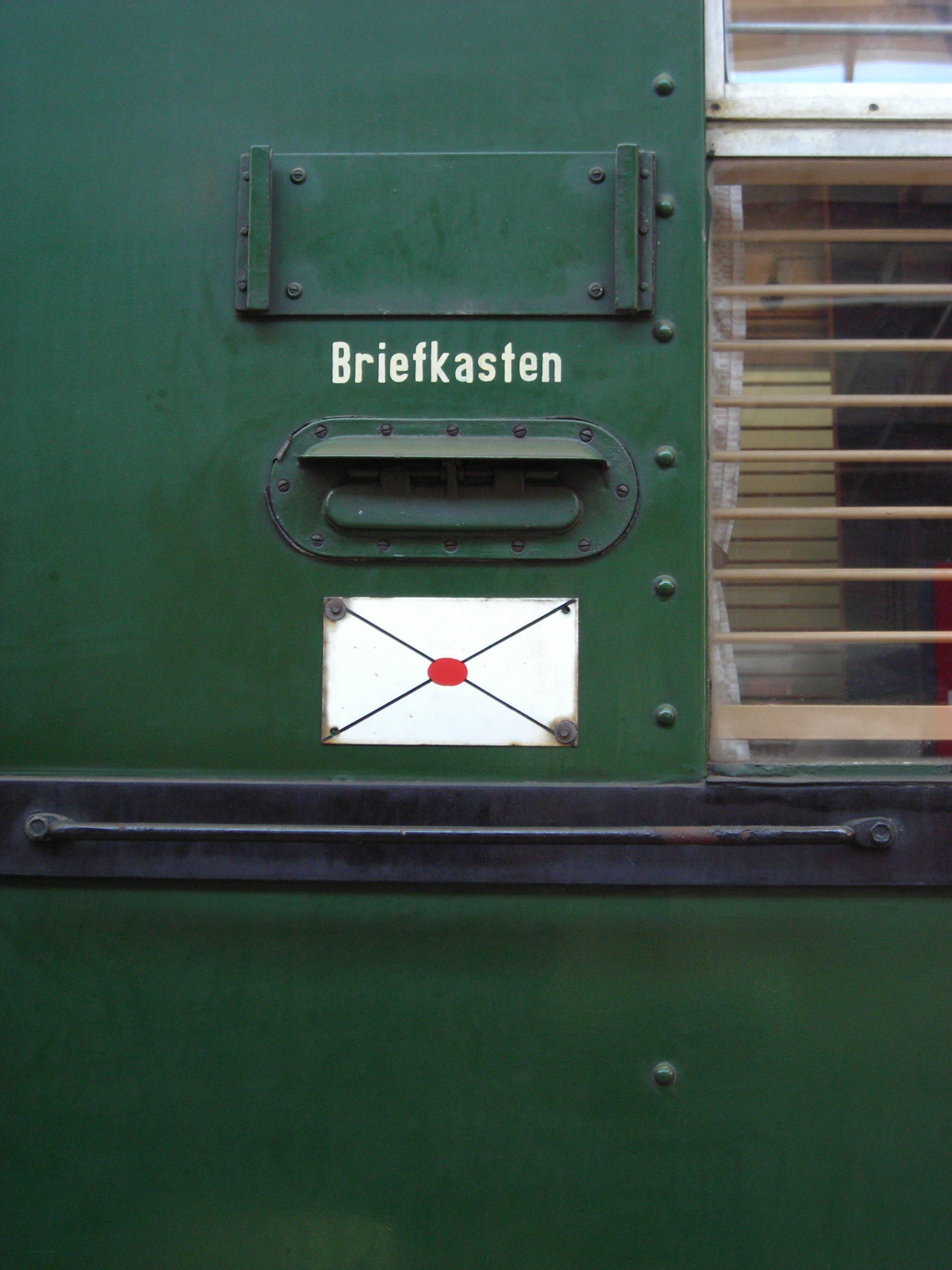
Einwurfschlitz an einem 1933 gebauten Bahnpostwagen
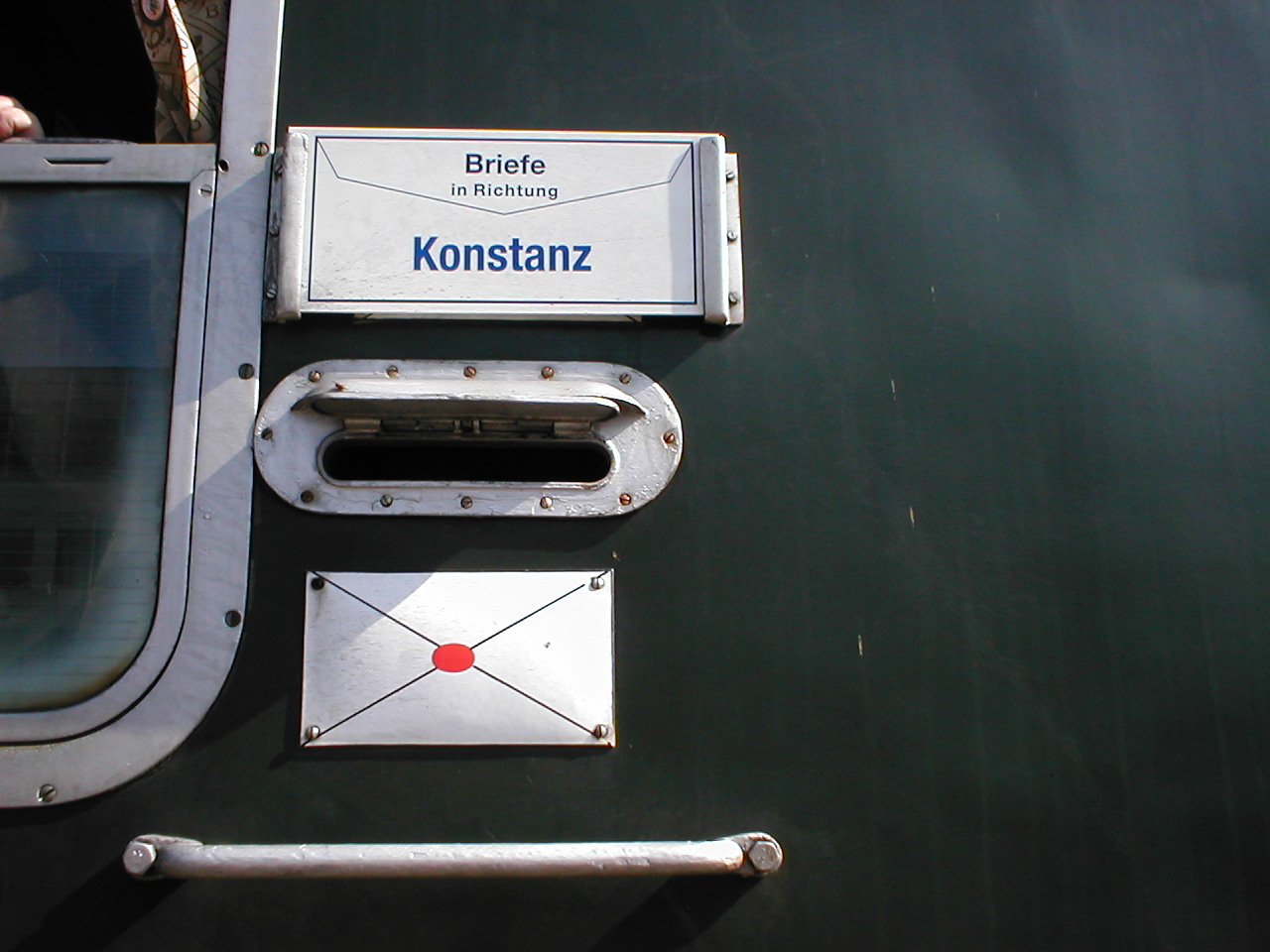
Bahnpostbriefkasten aus letzter Zeit der deutschen Bahnpost, 1970–1997
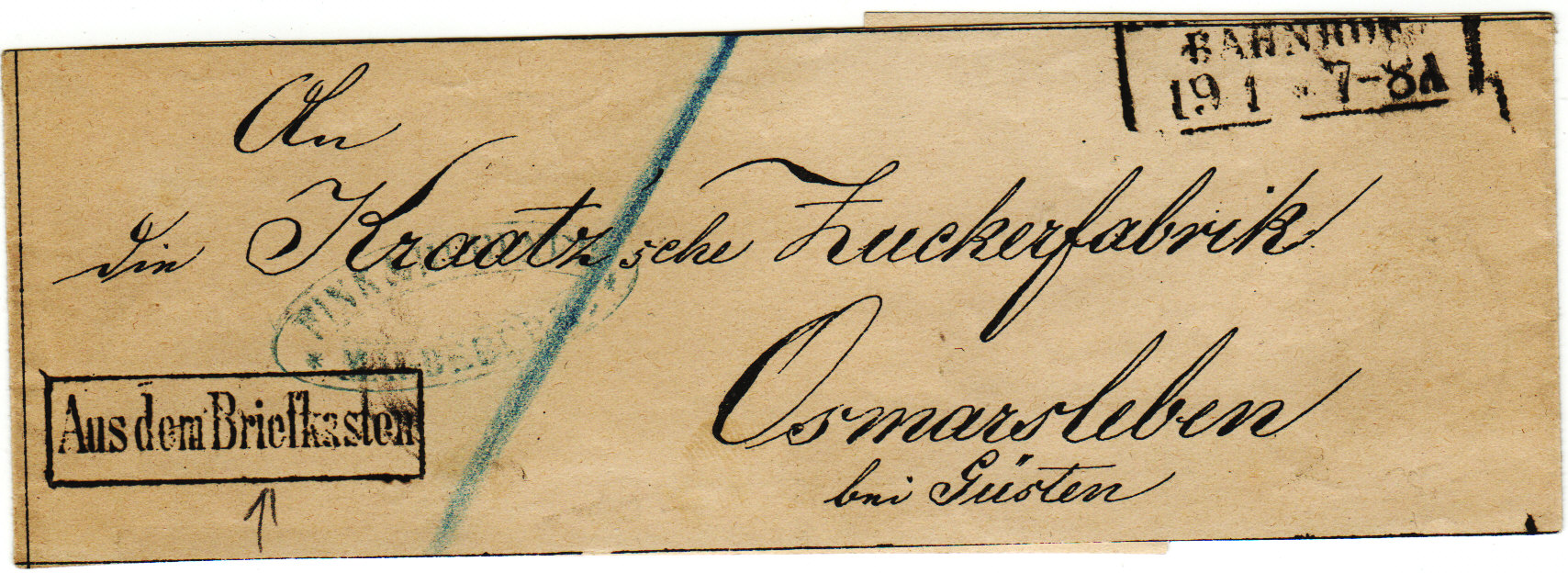
Brief mit Stempel: Aus dem Briefkasten sowie einem Bahnhofsstempel

## Straßenbahn
In bestimmten Städten waren bzw. sind außen an Straßenbahnwagen rollende Briefkästen angebracht. Dadurch können Bürger ihre Briefe während der Fahrgastwechselzeit an jeder beliebigen Haltestelle im Straßenbahnnetz aufgeben. Diese werden später von Dauerposten des jeweiligen Postunternehmens an bestimmten zentral gelegenen Stationen, meist in der Nähe einer Hauptpost, ausgewechselt oder geleert. Auf diese Weise spart sich die Post die Betriebskosten für das Anfahren und Leeren peripher gelegener Briefkästen und entrichtet im Gegenzug Nutzungsgebühren an das jeweilige Verkehrsunternehmen. Zudem kann auf diese Weise auch in entfernteren Stadtteilen oder Vororten eine Spätleerung angeboten werden. 
In Deutschland waren außen befestigte Straßenbahnbriefkästen nur bei der Straßenbahn Hamburg anzutreffen, wo sie am 1. September 1920 nach belgischem Vorbild eingeführt wurden. Der Briefkastendienst dort endete am 1. April 1958.
Bei der Straßenbahn Bremen sind seit 2007 Briefkästen des privaten Postunternehmens Citipost in jeder Straßenbahn fest verbaut. Die Leerung erfolgt hier durch das Fahrpersonal an den Endhaltestellen, an denen sich verschließbare Sammelbehälter befinden. Diese Sammelbehälter werden täglich geleert.

Stempel der Hamburger Straßenbahnpost, rechts
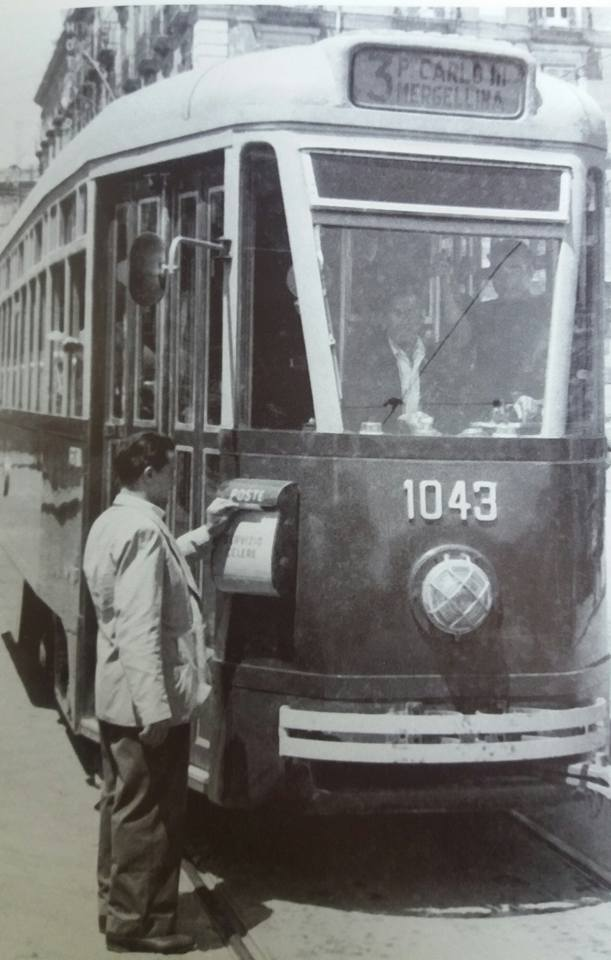
Ein Passant benutzt einen Briefkasten der Straßenbahn Neapel, 1950er Jahre
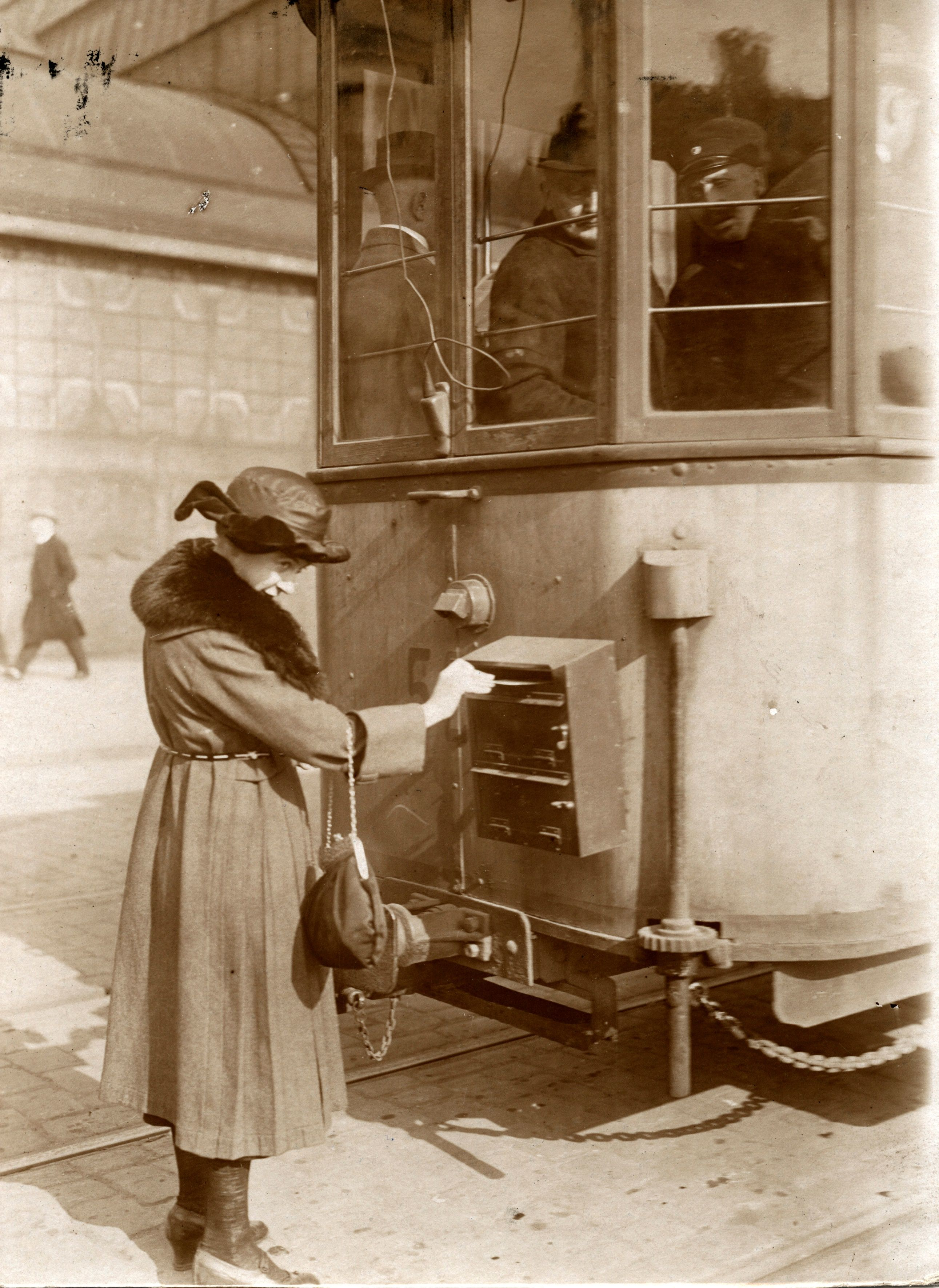
Eine Passantin benutzt einen Briefkasten der Poststraßenbahn Hamburg, 1920er Jahre
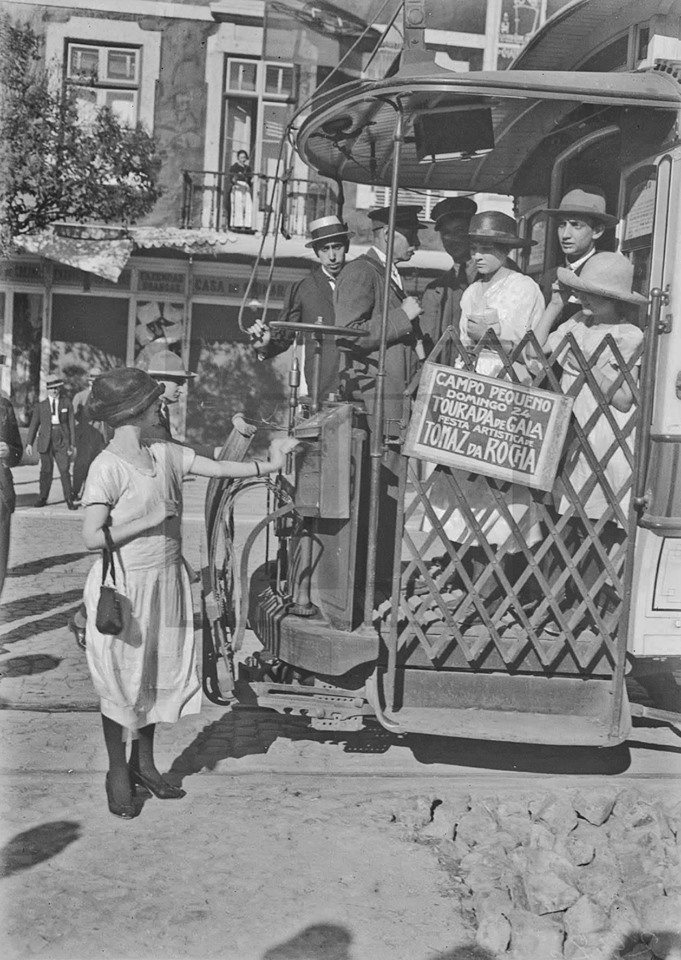
Eine Passantin benutzt einen Briefkasten der Straßenbahn Lissabon, 1921
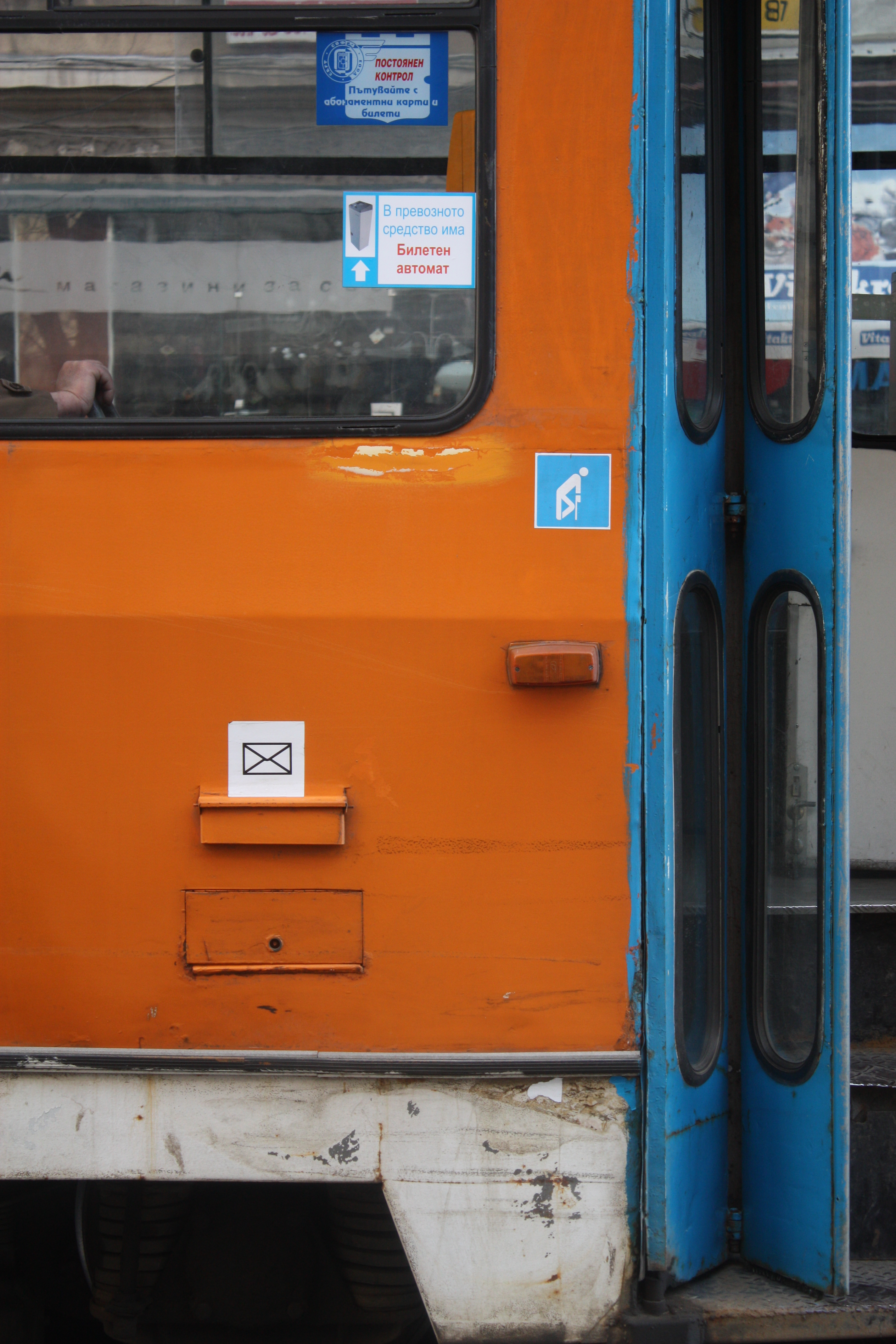
Rollender Briefkasten der Straßenbahn Sofia
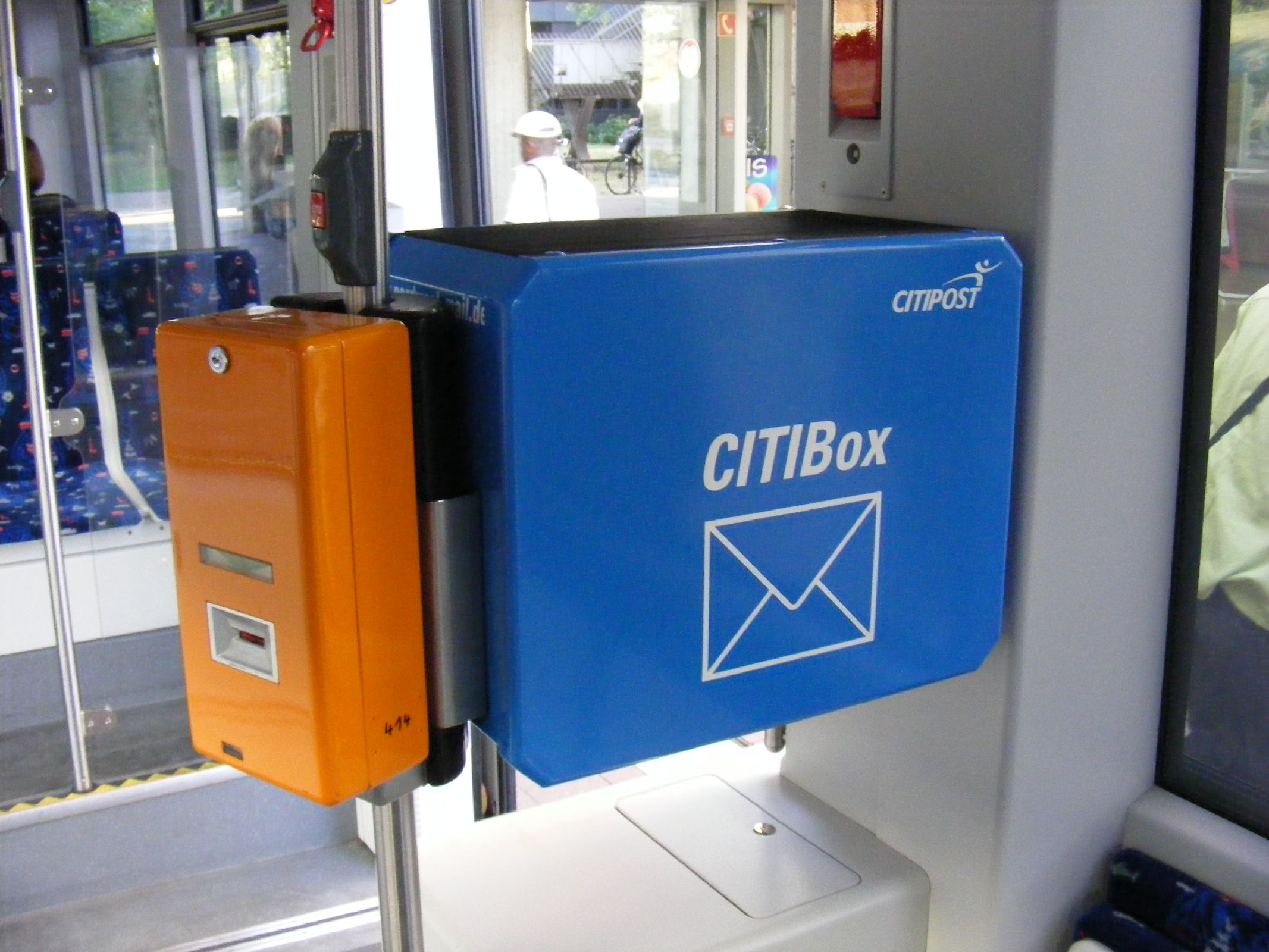
Innen angebrachter Briefkasten der privaten Citipost in einem Bremer Straßenbahnwagen

Postbeförderung durch Straßenbahnen gab es unter anderem in:
- den Vereinigten Staaten von Amerika
- Belgien (das als Vorbild für die Hamburger Einrichtung der Straßenbahnbriefkasten gedient hat),
- Niederlande
- Schweden, wo die Stockholmer Straßenbahn durch ihre Briefkasten etwa 10 Prozent der gesamten Stockholmer Briefauflieferung befördert hat[6]

## Omnibus
Als die Postanstalten (Reichspost, Deutsche Post, Deutsche Bundespost) noch Personenbeförderung per Kraftpost durchführten, waren an den Omnibussen oft Briefkastenschlitze in der Nähe der vorderen Tür angebracht. So konnten während eines Haltestellenaufenthalts Briefe eingeworfen werden.

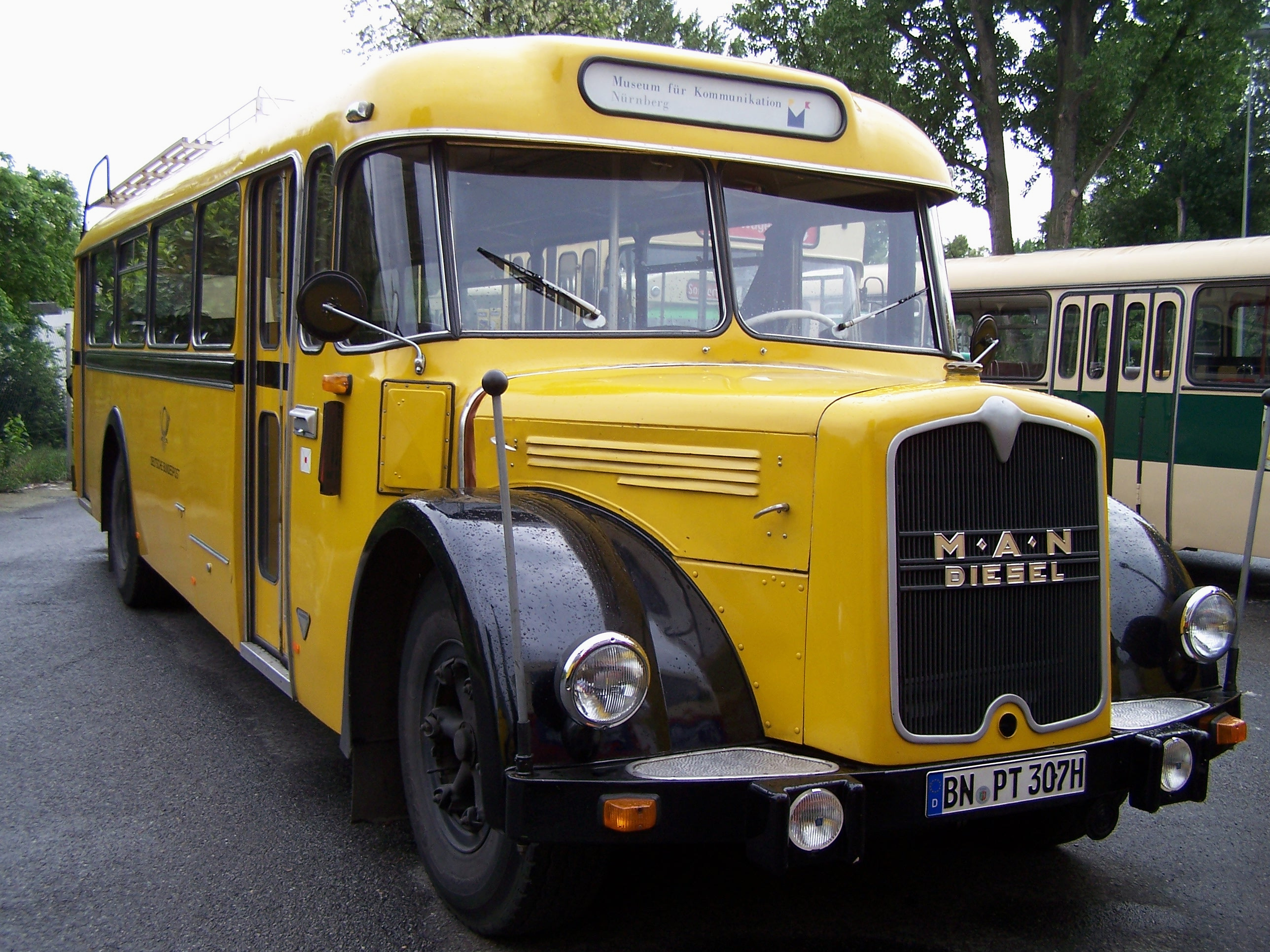
Briefkasten rechts neben vorderer Tür an einem MAN-Postbus
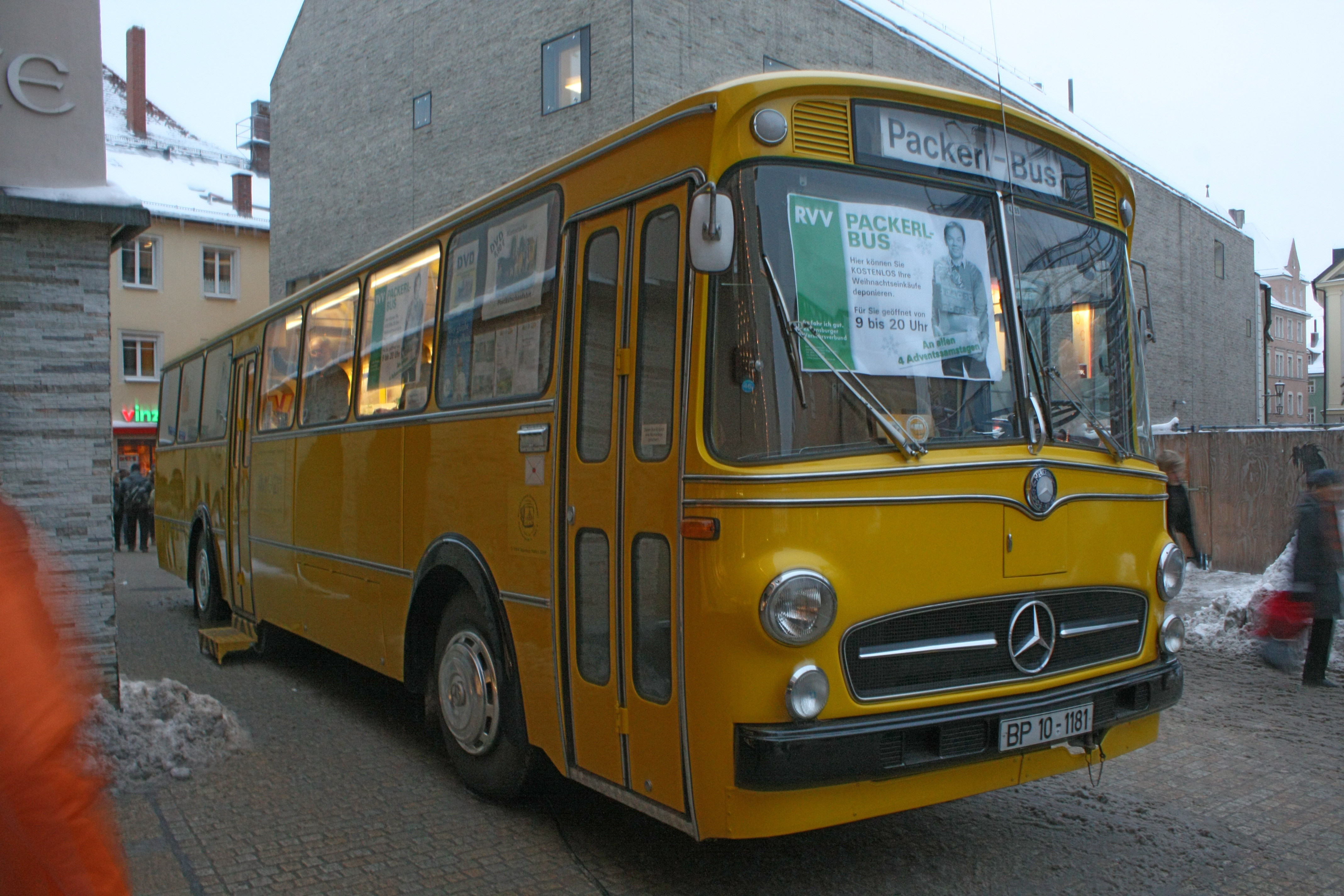
Briefkasten links neben vorderer Tür an einem Mercedes-Benz O 317
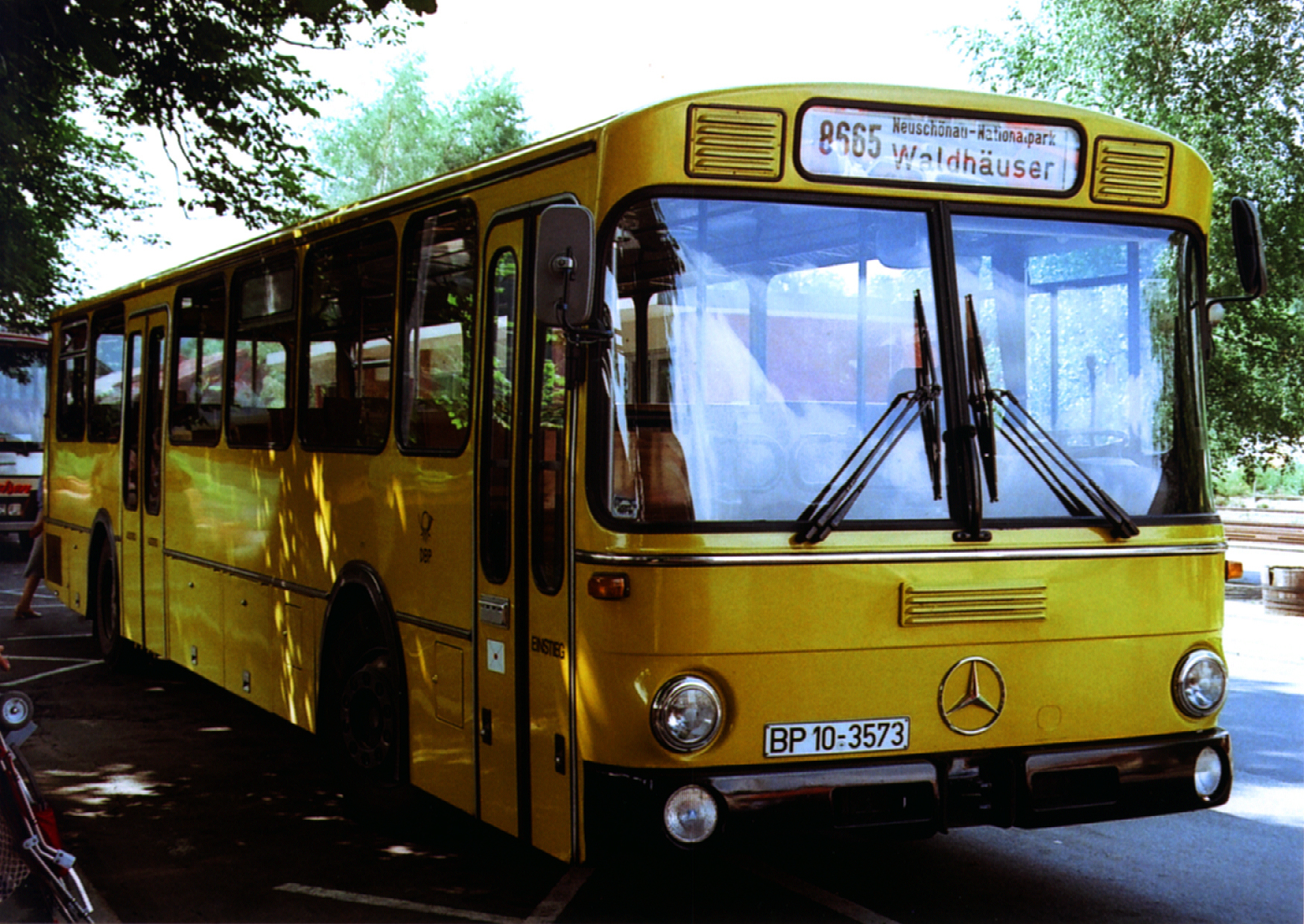
Standard-Überlandbus O 307 der Kraftpost mit Einwurfschlitz im linken Türflügel des vorderen Einstiegs, 1982

Sehr selten gibt es auch heute noch Stadtbusse mit Postannahme. Im Innenraum der Busse der Stadtverkehr Detmold GmbH befinden sich Briefkästen der Deutschen Post mit Leerung an jedem Werktag.